# テディ・トーマス
テディ・トーマス（Teddy Thomas、1993年9月18日 - ）は、トップ14、スタッド・ロシュレに所属するラグビー選手。

## プロフィール
- フランス・ビアリッツ出身。
- ポジションはウィング(WTB)、フルバック(FB)。
- 身長 185cm、体重 98kg
- U20フランス代表に選ばれたことがある[1]。
- フランス代表キャップは28(2022年8月現在)。
- 7人制フランス代表に選ばれたことがある。

## 略歴
ビアリッツ・オランピックを経て、2014年、ラシン92に加入。
2022年、ラ・ロシェルに加入。